# Embarcadero RAD Studio
Embarcadero RAD Studio — среда быстрой разработки приложений (RAD) от фирмы Embarcadero Technologies. Работает в Windows.
Текущая версия Embarcadero RAD Studio 10.3 Rio объединяет Delphi и C++ Builder в единую интегрированную среду разработки.

## Редакции продукта
- RAD Studio Professional — подходит для индивидуальных разработчиков и небольших групп, создающих настольные и мобильные приложения.
- RAD Studio Enterprise — подходит для групп разработчиков, создающих клиент-серверные или многоуровневые приложения.
- RAD Studio Architect — подходит для корпоративных клиентов, создающих базы данных или веб-приложения.

## История

### Borland Developer Studio
Непосредственным предшественником является Borland Developer Studio, созданная Borland Software Corporation и выпущенная в августе 2002 года одновременно с Delphi 7 Borland Developer Studio 1.0. За ней последовали появившаяся в декабре 2003 года Borland Developer Studio 2.0 и Borland Developer Studio 3 в ноябре 2004 года. В конце 2005 года одновременно с релизом Delphi 2006 в продажу вышла Borland Developer Studio 4 — последняя версия, разработанная Borland. Ранее программные продукты Borland не были объединены единой средой разработки (линейки программ Borland C++ Builder и Borland Delphi).

### CodeGear RAD Studio
8 февраля 2006 года Borland объявила о намерениях продать подразделения, занимающиеся средствами разработки и сервером баз данных InterBase. Но в ноябре 2006 Borland объявляет о выделении всех этих подразделений в дочернюю компанию — CodeGear. В марте 2007 была выпущена CodeGear RAD Studio 2007.

### Embarcadero RAD Studio
1 июля 2008 года CodeGear была продана компании Embarcadero Technologies И уже Embarcadero Technologies первую версию собственно Embarcadero RAD Studio.
В сентябре 2015 года сама Embarcadero Technologies продана компании Idera, специализирующейся на инструментарии для работы c базами данных. Сумма сделки, называемая открытми источниками, оценивается в 425 млн долларов США.

### RAD Studio XE2
Спустя время выпускается Embarcadero RAD Studio XE2, представляющая собой набор средств разработки приложений, который позволяет создавать приложения с графическим пользовательским интерфейсом для Windows, Mac OS X, .NET, и веб-решений. В частности поддерживается язык PHP.
В состав Embarcadero RAD Studio XE2 включены:
- Embarcadero Delphi — новейшая на время выпуска версия среды Delphi, созданной для разработки полнофункциональных прикладных программ для Windows и Mac OS X и содержащую многофункциональную расширяемую инфраструктуру визуальных компонентов, полностью соответствуя концепции быстрой разработки прикладных программ. Язык программирования — Object Pascal.
- Embarcadero C++ Builder — новейшая на время выпуска версия Delph-образной среды C++ Builder для программирования на языке C++''. Объединяет качества Delphi-образной многофункциональной расширяемой инфраструктуры визуальных компонентов со средствами ANSI/ISO C++. В силу особенностей и возможностей C++ (как и ранее) также применима и для системного программирования.
- Embarcadero Prism™ XE2 представляет собой кросс-платформенное решение для разработки и Object Pascal-подобный язык программирования для быстрой разработки приложений для сред .NET, Mono, ASP.NET и приложений создаваемых в рамках парадигмы Data Driven Design (ориентированных на работу с предопределенными наборами данных) для Windows, Linux и Mac OS X.
- Embarcadero RadPHP упрощает создание веб-приложений на PHP благодаря наличию визуальных средств проектирования интерфейсов, редактора, отладчика, средств подключения к базам данных и интегрированной библиотеки повторно используемых классов компонентов. Компоненты RadPHP XE2 позволяют делать веб-интерфейсы в стиле iOS и Android.
- ER/Studio 8.5 Developer Edition (в RAD Studio Architect — полная лицензия, в RAD Studio Professional и Enterprise — лицензия на ознакомительную версию). ER/Studio помогает проектировщикам баз данных анализировать, документировать и повторно использовать данные и предоставляет средства обратного проектирования, анализа и оптимизации баз данных.
- InterBase SMP 2009 Developer Edition предоставляет разработчикам кросс-платформенную базу данных для создания и тестирования приложений для встраиваемых приложений и приложений для малых и средних предприятий.

Embarcadero RAD Studio XE2 также включает в себя широкий набор дополнительных программных инструментов:
- InstallAware Express предоставляет средства, позволяющие пользователям, не имеющим навыков программирования и разработки сценариев, создавать сложные установочные пакеты.
- Rave Reports (от компании Nevrona) — набор решений для создания отчётов.
- FastReport.
- FireMonkey.
- AppWave.
- TeeChart Standard компании Steema — компоненты для создания диаграмм.
- VCL для веб-решений (IntraWeb) от компании Atozed Software — платформа веб-приложений RAD.
- FinalBuilder Embarcadero Edition — автоматизатор процесса сборки.
- CodeSite Express — средства ведения журнала сборки приложений.
- AQTime Standard от компании SmartBear — создание профилей производительности.
- Beyond Compare Text Compare — инструмент для сравнения файлов исходного кода.
- RemObjects Internet Tools и Oxfuscator — дополнительный функционал для веб-разработки и обфускации кода в Delphi Prism.

### RAD Studio XE4
23 апреля 2013 года в продажу выходит Embracadero RAD Studio XE4. В новую версию вошли такие продукты, как Embracadero Delphi XE4, Embracadero C++ Builder XE4 и кроссплатформенная среда FireMonkey FM3.
Нововведения:
- Вернулась поддержка iOS (отсутствовала в Embracadero RAD Studio XE3).
- Взамен RAD Studio XE3 Mobile, выход которой ожидался в начале 2013 года, RAD Studio XE4 была дополнена функционалом для разработки мобильных приложений.
- Программирование непосредственно под iPhone и iPad с учётом всех программных и технических особенностей.
- Эмулятор мобильных устройств.
- Улучшено взаимодействие с такими базами данных и, в частности, с InterBase, SQLite и MySQL.

### RAD Studio XE5
11 сентября 2013 выпускается Embracadero RAD Studio XE5 — последняя версии RAD Studio XE, работающая в Windows XP.

### RAD Studio XE6
Новые возможности:
Компоненты для взаимодействия приложений (Application Tethering Components)
Расширены возможности создания Windows-приложений до взаимодействия с мобильными устройствами без необходимости полной миграции. Также стало возможной реализация функциональности, требуемой в мобильном приложении, за счёт средств реализации взаимодействия создаваемых Windows-приложений с мобильными устройствами.
Добавлены средства для реализации взаимодействия создаваемых «настольных» приложений (VCL и FMX) и мобильных приложений, а также средства для создания мобильных приложений как дополнений к «настольных». Добавлены высокоуровневые средства для работы в Wi-Fi- и локальных сетях. Была заявлено включение высокоуровневой поддержки Bluetooth в будущиех версиях.
Компоненты для панели задач (Taskbar component)
Компоненты для реализации предварительного просмотра нескольких окон, реализующие выбор в создаваемых в RAD Studio XE6 приложениях при помощи управляющих кнопок
Автоматический или пользовательский предварительный просмотры. Поддержка отображения прогресса в кнопках панели задач для создаваемых приложений.
Перекрывающиеся иконки на кнопках панели задач
Взаимодействие с облачными сервисами (BaaS), компоненты для Kinvey и Parse
Инструментарий взаимодействия с «бэкендами-как-сервисами» от ведущими поставщиков. Таким образом легко реализуется доступ создаваемых приложений к облачным сервисам, что избавляет пользователя от необходимости создавать и поддерживать собственные «бэкенд-сервисы».
Инструментарий реализации высокоуровневого функционала посылки и приема push-уведомлений приложениями на любых поддерживаемых платформах.
Высокоуровневые средства доступ к данным и хранилищам объектов в облаках. Аутентификаций пользователей
Инструментарий для реализации поддержки REST-клиентов, создание которых доступно начиная с версии XE5.
Поддержка трёх наиболее популярных поставщиков BaaS — Kinvey и Parse на основе набора компонент доступа через API
Новые стили VCL
Возможность придать приложениям обновлённый вид под актуальные версии Windows или создавать для них уникальный дизайн.
Стили для планшетной версии Windows. Поддерживает Windows 7 и Windows 8.
Полная стилизация создаваемых приложений, включая меню и границы окон
Компоненты VCL для работы с датчиками
Инструментарий для реализации взаимодействия с датчиками. (В частности встроенные датчики получили повсеместное распространение, и даже на планшетных устройствах под управлением новых на то время версий Windows типа Surface Pro.) Теперь доступ к датчиками устройств возможен из VCL-приложений для планшетов под управлением Windows. В частности реализован доступ к акселерометру, спутниковому геопозиционированию, и гироскопу.
Покупки из приложения и реклама в приложениях
Инструментарий для встраивания рекламы в приложение и инструментарий для реализации функции покупки товаров. Таким образом возможна монетизация создаваемого приложения.
Инструментарий для реализации функций продажи контента, функций подписки, и иного функционала работы с сервисами в iOS и Android.
Поддержка главных рекламных сетей (Google AdMob и Apple iAd)
Приложения для Google Glass
В Delphi и C++ Builder также возможна разработка Android-приложений для Google Glass, — то есть теперь разработка приложений простирается за рамки ПК, серверов, планшетов и смартфонов до носимых гаджетов. Новые пользовательские стили для оптимизации дизайна приложений и экранных разрешений под Google Glass.
Шаблон дизайнера для устройств Google Glass
Специальные возможности
Возможность делать приложения более удобными для использования большим количеством пользователей, включая тех, кто использует устройства чтения экрана.
Поддержка JAWS на Windows и VoiceOver на Mac OS X.
Качество, производительность и стабильность
Наилучшие на время выпуска XE6 возможности по разработке и поставке приложений с высочайшим уровнем взаимодействия с пользователями.
Выявлены и исправлены более 2 тыс. ошибок. Повышена общая производительность создаваемых приложений на этапе исполнения для всех платформ
Разработка приложений на C++ для Android
Добавлена Android как целевая платформа (В дополнение к Windows, Mac OS X и iOS). Создание на C++ Android- и iOS-приложений теперь возможно на основе единой базы исходных кодов. Поддерживается запуска приложения на эмуляторе и Android-устройстве на основе ARM-процессора.
Поддерживаются различные версии Android, включая 4.4 KitKat
Поддержка пакетов на C++ для 64-разрядных Windows
Возможность полного переноса приложений из Win32 в Win64. Компоненты теперь могут размещаться в совместно используемых библиотеках (DLL).
Поиск определений и поиск ссылок
Для C++ на Win64, iOS и Android поддерживаются все ссылки на выделенные элементы по всему проекту.
Ключевые возможности и работа с базами данных
Расширение ключевых возможностей продукта.
Улучшение в библиотеки FireDAC для работеы с базами данных (FDMemTable).
«Обозреватель данных» (Database Explorer) для FireDAC.
Поддержка Apache (WebBroker).
Заголовочные файлы и модули для DirectX 11 (в C++ Builder и Delphi соответственно).
Повышена производительность DataSnap и обновлены мастера (wizards)
Рефакторинг и улучшения в RTL
Обновлены драйвера FireDAC для Informix
Поддержка Apache C++
XE6 — первая версия, не работающая в Windows XP. (Emabarcadero RAD Studio XE6 работает только с Windows Vista SP2 и старше.)

### RAD Studio XE7
Выпуск RAD Studio XE7 состоялся 25 сентября 2014.

### RAD Studio XE8

#### Особенности RAD Studio XE8
В версии XE8 библиотека VCL в очередной раз существенно расширена, что позволило разработчикам на Delphi/Object Pascal и C++ реализовывать в создаваемых приложениях инновационные на время выхода XE8 решения для мобильных и облачных платформ, а также для Internet of Things.
RAD Studio XE8 — довольно удобная на время своего выпуска технология подключения и поддержка мобильных платформ в том числе для разработки распределённых взаимодействующих приложений для Windows, Android, iOS, OS X, гаджетов и IoT-устройств, промежуточного ПО, облачных платформ и корпоративных сервисов. Поддерживаются новые на время выхода XE8 64-разрядные и универсальные iOS-приложения. RAD Studio XE8 заметно упростила разработку:
- стало возможным добавлять IoT-функции, такие как информирование о приближении с помощью «маячков» (beacons),
- повышать производительность приложений и эффективность разработчиков,
- а также лучше понимать поведение пользователей.

Встроенный менеджер пакетов GetIt упрощает доступ к библиотекам исходного кода, компонентам и другим элементам IDE.
Старший вице-президент компании Embarcadero по продуктам Майкл Свиндел (Michael Swindell) заявил следующее:
«Наши клиенты разрабатывают и поддерживают миллионы критически важных Windows приложений в различных отраслях. Сегодня они стремятся расширять приложения в сторону мобильного функционала версий, облачных сервисов и IoT, улучшая впечатления пользователей. RAD Studio XE8 предлагает возможности, с помощью которых разработчики смогут всего этого достичь. Революционные возможности предлагает, в частности, iOT, но он всегда был довольно сложен и недоступен для большинства разработчиков. Выпустив XE8, Embarcadero будет в числе первых, кто поможет разработчикам без труда использовать IoT в 2015 году и в будущем.»

#### Новые возможности XE8
- Поддержка 64-разрядных приложений iOS и универсальных приложений. Разработчики получили возможности создавать 64-разрядные приложения для Apple App Store, — версия XE8 RAD Studio включает в себя 64-разрядные компиляторы Object Pascal и C++ для iOS, включая компоновщики и другие инструменты для создания 64-разрядных iOS-приложений. RAD Studio XE8 поддерживает универсальные приложения Apple, предлагая 32- и 64-разрядные двоичные коды в одном пакете, а также широкий спектр собственных элементов управления iOS для поддержки уникальных особенностей этой платформы.
- Функция предпросмотра на разных устройствах и форм-факторах. Данная функция позволяет наглядно отобразить пользовательский интерфейс на всех основных экранных форматах и тем самым намного ускоряет организацию взаимодействия приложений создаваемых для разных платформ и гетерогенных приложений (приложений, составные части которых работают на разнородных платформах). В частности стало легко определить, где нужна дополнительная оптимизация. Также реализован динамический просмотр предварительного вид создаваемого приложения для любого числа форм-факторов и ориентаций, включая десктопы, планшеты, смартфоны и смарт-часы.
- Информирование о приближении с помощью beacons. Благодаря новой поддержке beacons на уровне компонентов, реализованной в RAD Studio XE8, разработчики получили возможность легко добавлять функции информирования о приближении и местонахождении в создаваемые «настольные» и мобильные приложения.
- AppAnalytics. Сервис AppAnalytics помогает разработчику отслеживать и анализировать модели поведения пользователей созданного приложения, собирая анонимную статистику использования приложений, созданных с помощью RAD Studio XE8. AppAnalytics — сервис Embarcadero, предоставляемые на платной основе, и поддерживающий приложения на VCL и FireMonkey. Это означает, что разработчик может использовать этот сервис в приложениях на Windows, OS X, Android и iOS.
- Менеджер пакетов GetIt. Это средство обеспечивает доступ к библиотекам компонентов VCL и FireMonkey, а также аналогичным элементам для различных устройств. С помощью менеджера пакетов GetIt стало возможно с лёгкостью выбирать, загружать и обновлять библиотеки исходного кода, библиотеки компонентов и иные библиотеки из репозитория на серверах Embarcadero GetIt, устанавливая «в один клик». В этот репозиторий также были включены проекты TurboPack.
- Обновлённые Enterprise Mobility Services (EMS). EMS -готовое серверное решение, служащее основой для создания взаимодействующих распределённых приложений с поддержкой сервера push-уведомлений для iOS- и Android-клиентов. EMS основана на открытых стандартах и технологиях и предлагает простой в развертывании сервер промежуточного ПО, отвечающий за аутентификацию пользователей, управление специальными API REST и аналитику, включает встроенную и серверную защищённые базы данных, а также обеспечивает доступ к основным корпоративным базам данных (в частности: Oracle, SQL Server, Informix, DB2, PostgreSQL, MySQL).

Другие улучшения в RAD Studio XE8 — технологии, значительного ускоряющие процесс разработки:
- встраиваемый модуль Castalia с рефакторингом Object Pascal,
- статистика проектов,
- анализом кода и поддержкой удобных комбинаций клавиш для редактора кода.
- Новое средство переноса параметров конфигурации, служащее для переноса конфигурации из старых версий продукта в новую, а также между различными инсталляциями в рамках одной версии.

По словам руководителя исследований в области разработки ПО (IDC) Эла Хильвы (Al Hilwa):
«Разработка приложений для различных платформ — это один из немногих эффективных способов адаптироваться к росту количества платформ. Мультиплатформенная среда разработки, подобная RAD Studio, позволяет создавать собственные приложения для различных платформ, расширяя уже готовые приложения Windows VCL на Delphi и C++ и подключаясь к гаджетам и устройствам, промежуточному ПО, облачным платформам и корпоративным сервиса.»
В системных требованиях этой версии не указана ещё одна работающая система — Windows Vista SP2. (Версия XE8 работает на Windows Vista SP2, хотя она и не указана в системных требованиях…)

### RAD Studio 10 Seattle
Первая «городская» версия — то есть первая версия RAD Studio, содержащая в своем наименование название города. AD Studio 10 Seattle названа в честь крупнейшего города в штате Вашингтон (США) — города Сиэтла.
Основные новые возможности Delphi 10 Seattle:
Высокий уровень поддержки Windows 10
Разработчики на Delphi и C++ Builder получили возможность быстро обновить свои VCL- и FMX-приложения и в полной мере воспользоваться бурным ростом интереса к Windows 10. Поддерживаются компоненты Windows 10 и «родные» API и компоненты WinRT/UWP, версия VCL для Windows. Также обновлена поддержка версии FMX для Windows 10.
Новый компилятор C++11, основанный на архитектуре CLANG
C++ Builder 10 IDE, имеющая в своем состав первый в мире компилятор C++ на основе CLANG для Windows и мобильных платформ с расширениями RAD PME. Что в очередной раз ускорило разработку приложений для Windows и иных платформ.
Поддерживаются:
- тесная интеграцию с VCL и кроссплатформенной FMX,
- язык C++11 и управление памятью на основе ARC (автоматического подсчёта ссылок) для C++ (C++11 обладает обратной совместимостью).

Новый компилятор C++ Builder делает версию RAD Studio 10 обязательным обновлением для разработчиков на C++ и новых разработчиков, переходящих на C++ с других языков и наборов инструментов — Java, Objective-C, C#, Xcode, Xamarin и Visual Studio.
Удвоенный размер проектов в IDE
Из незаметных для пользователя изменений можно отметить переработанную в данной версии архитектуру системы управления продуктами и сборками, которая позволила фактически удвоить поддерживаемый размер проектов и повысить стабильность и производительность при работе с крупными проектами, особенно многоплатформенных. Версия 10 Seattle разрешает проблему ограниченности ресурсов и иные проблемы, с которыми ранее сталкивались разработчики крупных проектов.
Стабильность, качество и эффективная документация
Процедуры разработки, тестирования и составления документации серьёзно доработаны. Теперь они лучше подходят для создания приложений на нескольких языках для всех платформ, поддерживаемых версией 10 Seattle. Кроме того, проведенная работа позволила реализовать для всех поддерживаемых платформ и языков новые возможности и функции, обеспечивающие повышенную стабильность, качество и эффективность документации. RAD Studio 10 Seattle явила собой новый стандарт стабильности, качества и эффективности документирования разработки.
Другие новые возможности
- поддержка параллельной компиляции C++;
- отладка iOS 64-xразрядных iOS-приложений;
- поддерживается iOS 8.4;
- поддерживается Android 5.1.1;
- поддержка служб Android;
- поддержка модульного тестирования DUnitX-приложений для Android и iOS;
- поддержка DirectX 12;
- поддержка вызова API WinRT;
- поддержка FireDAC для базы данных NoSQL MongoDB
- новое поведение MultiView;
- новые компоненты VCL;
- новые компоненты для работы с Beacon;
- улучшен механизм стилей;
- улучшен диспетчер библиотек GetIt;
- улучшены возможности IDE;
- и многое иное.

### RAD Studio 10.1 Berlin
Добавлена поддержка Android 6.0 (API Level 23).

### RAD Studio 10.2 Tokyo
Основные новые возможности RAD Studio 10.2 Tokyo:
- в состав Delphi включён компилятор приложений под Linux (Ubuntu Server (x64) (LTS 16.04) and RedHat Enterprise (V7));
- включена поддержка СУБД MariaDB;
- поддержка Android Nougat;
- поддержка Windows 10 Anniversary Update;
- поддержка MacOS Sierra;
- поддержка IOS 10.

### RAD Studio 10.3 Rio
Основные новые возможности RAD Studio 10.3 Rio:
- поддержка C++17 в C++ Builder для 64-битной версии Windows (с версии 10.3.2);
- возможность разработки 64-битных приложений для Android в Delphi (с версии 10.3.3);
- поддержка IOS 13 в Delphi и C++ Builder (с версии 10.3.3);
- поддержка MacOS Catalina в Delphi (с версии 10.3.3).

### RAD Studio 10.4 Sydney[4]
Основные новые возможности RAD Studio 10.4 Sydney:
- Основные улучшения Delphi Code Insight;
- Новые возможности языка Object Pascal в Delphi;
- Унифицированное управление памятью на всех платформах, поддерживаемых в Delphi и C++ Builder;
- Новые VCL-компоненты, стили для каждого элемента управления, стили с высоким разрешением и многое другое;
- Улучшенная поддержка в Delphi многоплатформенной разработки;
- Множественные улучшения работы с базами данных;
- Единый установщик для онлайн и оффлайн установок;
- Повышены удобство использования и производительность IDE;
- Новый отладчик для Windows x64 для C++;
- Улучшены производительность и основная система инструментов C++-разработки;
- Расширенная поддержка библиотек C++;
- Расширенные возможности CMake для C++ и совместимость с иными IDE;
- Множественные иные улучшения (в частности повышена общая производительность).